# Murina ussuriensis
Murina ussuriensis е вид бозайник от семейство Гладконоси прилепи (Vespertilionidae).

## Разпространение
Видът е разпространен в Русия, Южна Корея и Япония.